# Ratchasimasaurus
Ratchasimasaurus (лат.) — род травоядных динозавров, принадлежащих к кладе Iguanodontia из инфраотряда орнитопод, живших в меловом периоде (аптский век) в районе современного Таиланда. Типовой и единственный вид — Ratchasimasaurus suranareae.
Вид был описан в 2011 году группой учёных: Масатэру Сибатой, Ёити Адзумой и Пратуенгом Джинтасакулом. Название рода является ссылкой на место находки, провинцию Накхонратчасима (Накхон ратчасима). Видовое название дано в честь Тхаосуранари (Тhао Suranari), которая является национальным героем в Таиланде.
Голотип был найден в формации Khok Kruat, относящейся к началу аптского яруса. Он состоит из дентариума (dentarium) нижней челюсти. Для останков также характерны слегка обращённый назад венечный отросток, углубления с отдельными альвеолярными отростками.
Ratchasimasaurus согласно проведённым исследованиям принадлежит кладе Iguanodontia и помещается в базальную позицию вне семейства Hadrosauridae. Существование вида показывает, наряду с другим родом Siamodon, найденным в том же отложении, разнообразие фауны в раннем меловом периоде на территории Таиланда.